# Agatha All Along (miniserie televisiva)
Agatha All Along è una miniserie televisiva statunitense ideata da Jac Schaeffer per il servizio streaming Disney+, basata sul personaggio di Agatha Harkness di Marvel Comics. Spin-off della miniserie televisiva WandaVision (2021), è l'11° serie televisive del Marvel Cinematic Universe (MCU) prodotta dai Marvel Studios, tramite la sua etichetta Marvel Television, condividendo la continuity con i film del franchise. Schaeffer è la showrunner e la regista principale.
Kathryn Hahn riprende il ruolo di Agatha Harkness da WandaVision, affiancata da Joe Locke (Billy Maximoff), Sasheer Zamata (Jennifer Kale), Ali Ahn (Alice Wu-Gulliver), Maria Dizzia (Rebecca Kaplan), Paul Adelstein (Jeff Kaplan), Miles Gutierrez-Riley (Eddy), Okwui Okpokwasili (Vertigo), Debra Jo Rupp (Mrs.Hart), Patti LuPone (Lilia Calderu) e Aubrey Plaza (Rio Vidal). Lo sviluppo è iniziato nell'ottobre 2021, con la partecipazione di Schaeffer e Hahn, mentre la serie è stata formalmente annunciata il mese successivo. Schaeffer, Rachel Goldberg e Gandja Monteiro sono state scelte come registe all'inizio del 2023 prima delle riprese, che si sono svolte da gennaio a maggio 2023 presso i Trilith Studios di Atlanta, Georgia, e a Los Angeles. Attori e membri della troupe sono tornati da WandaVision, incluso il team musicale della serie. Sono stati annunciati diversi titoli per la serie come parte di una campagna di marketing prima che il titolo ufficiale di Agatha All Along — che fa riferimento all'omonima canzone di WandaVision — fosse annunciato nel maggio 2024.
Agatha All Along ha debuttato su Disney+ il 19 settembre 2024 con le prime due puntate. Le altre sette puntate sono state distribuite settimanalmente fino al 31 ottobre. Fa parte della fase cinque dell'MCU.

## Puntate
La serie è costituita da nove puntate. Schaeffer e Gandja Monteiro hanno diretto più episodi della serie, mentre Monteiro ha diretto il finale. Anche Rachel Goldberg ha diretto delle puntate.
| nº | Titolo originale                               | Titolo italiano                                        | Pubblicazione USA | Pubblicazione Italia |
| -- | ---------------------------------------------- | ------------------------------------------------------ | ----------------- | -------------------- |
| 1  | Seekest Thou the Road                          | Se il cattivo e il buono fuori cercherai               | 18 settembre 2024 | 19 settembre 2024    |
| 2  | Circle Sewn with Fate / Unlock Thy Hidden Gate | Il cerchio è unito al fato / Il passaggio è spalancato | 18 settembre 2024 | 19 settembre 2024    |
| 3  | Through Many Miles / Of Tricks and Trials      | Ho mille prove / Sfide nuove                           | 25 settembre 2024 | 26 settembre 2024    |
| 4  | If I Can't Reach You / Let My Song Teach You   | E se ti perdo / Canto il mio ricordo                   | 2 ottobre 2024    | 3 ottobre 2024       |
| 5  | Darkest Hour / Wake Thy Power                  | Notti nere / Ma aumenta il mio potere                  | 9 ottobre 2024    | 10 ottobre 2024      |
| 6  | Familiar by Thy Side                           | Sul famiglio puoi contare                              | 16 ottobre 2024   | 17 ottobre 2024      |
| 7  | Death's Hand in Mine                           | Cammino con la morte                                   | 23 ottobre 2024   | 24 ottobre 2024      |
| 8  | Follow Me My Friend / To Glory at the End      | Seguimi perché / La tua Gloria attende te              | 30 ottobre 2024   | 31 ottobre 2024      |
| 9  | Maiden Mother Crone                            | La Madre è in mezzo a noi                              | 30 ottobre 2024   | 31 ottobre 2024      |

### Se il cattivo e il buono fuori cercherai
- Titolo originale: Seekest Thou the Road
- Diretta da: Jac Schaeffer[5]
- Scritta da: Jac Schaeffer[6]

Trama
In una serie televisiva in stile poliziesco intitolata Agnes of Westview, Agnes O'Connor è una detective della polizia di Westview fissata su un caso di omicidio di una donna ignota. Una notte, un ragazzino irrompe nella casa di Agnes, alla ricerca de "La Strada". Agnes crede che sia legato al caso di omicidio e lo arresta, ma quando gli mostra le foto del cadavere gli fa notare che mostrano solo un giardino. Rio Vidal, un'agente dell'FBI, va da Agnes e la aiuta a capire che il cadavere su cui sta indagando è quello di Wanda Maximoff, e che Agnes è in realtà la strega Agatha Harkness, intrappolata sotto l'incantesimo di Wanda da tre anni. Risvegliatasi dall'incantesimo, Agatha si rende conto che i suoi poteri sono spariti e che Vidal, una strega con cui Agatha ha dei trascorsi, è qui per ucciderla. Agatha la convince a risparmiarla in modo che possa riavere indietro i suoi poteri, ma Vidal avverte Agatha che le Sette di Salem presto la inseguiranno, dopodiché si allontana. Agatha scopre che vive in quella città da tre anni e le persone che apparivano nella sua indagine sono semplici vicini, con diverse personalità e non sa cosa fare con il ragazzino, che in realtà è stata lei a rapire.

### Il cerchio è unito al fato / Il passaggio è spalancato
- Titolo originale: Circle Sewn with Fate / Unlock Thy Hidden Gate
- Diretta da: Jac Schaeffer
- Scritta da: Laura Donney

Trama
Il ragazzino rivela di aver liberato Agatha dall'incantesimo e desidera percorrere la Strada delle Streghe, dove potrebbe ripristinare il suo potere. Agatha si rende anche conto di non riuscire a sentire il ragazzo pronunciare il suo nome o fornire informazioni personali, inoltre scopre che la sua vita da detective si è svolta sempre in casa e per tutti era la vicina ficcanaso. Avendo bisogno di una congrega per aprire un portale per la Strada, la coppia recluta le streghe Lilia Calderu, Jennifer Kale e Alice Wu-Gulliver e la residente di Westview Sharon Davis in sostituzione di Vidal (Agatha nasconde la sua visita). Mentre le quattro streghe e Davis eseguono il rituale per aprire il cancello per la Strada, il ragazzino vede arrivare le Sette di Salem e scappa con la congrega attraverso il portale.

### Ho mille prove / Sfide nuove
- Titolo originale: Through Many Miles / Of Tricks and Trials
- Diretta da: Rachel Goldberg
- Scritta da: Cameron Squires

Trama
Agatha informa la congrega che, per raggiungere la fine della Strada, affronteranno prove incentrate sui diversi studi di stregoneria. Mentre sono in cammino verso la prima prova, la congrega viene a conoscenza del sigillo del ragazzo, che impedisce loro di scoprire il suo nome. Alla prima prova, il gruppo trova una casa con una bottiglia di vino che tutte bevono (tranne il ragazzino). Un timer inizia il conto alla rovescia e Jennifer si rende conto che il vino conteneva del veleno. Sharon, che ha bevuto per prima, sviene. Mentre raccolgono gli ingredienti per creare un antidoto, ognuna di loro ha delle allucinazioni: Lilia vede una ragazzina, Jennifer ha un'allucinazione di un prete che la costringe a immergersi sott'acqua, Alice vede sua madre bere una bottiglia di veleno e Agatha vede una culla contenente il Darkhold bruciato. Mentre preparano l'antidoto, notano che la casa è ora sott'acqua. Con pochi secondi rimasti sul timer, finiscono l'antidoto, lo bevono, dandone un po' a Sharon e scappano attraverso un tunnel nel forno mentre l'acqua si riversa nella casa. Tornate sulla Strada, si rendono conto che Sharon è morta.

### E se ti perdo / Canto il mio ricordo
- Titolo originale: If I Can't Reach You / Let My Song Teach You
- Diretta da: Rachel Goldberg
- Scritta da: Giovanna Sarquis

Trama
Dopo aver seppellito Sharon, la congrega è costretta a evocare una Strega Verde sostitutiva, che si rivela essere Rio, con grande fastidio di Agatha. Successivamente, la seconda prova si rivelerà essere una casa con un'estetica anni '70. Entrando, le streghe scoprono che si tratta di uno studio di registrazione legato alla madre di Alice, Lorna Wu. Proprio mentre Rio suggerisce scherzosamente ad Agatha di tradire gli altri, cosa che viene sentita da tutti, il ragazzino riproduce accidentalmente un disco al contrario, evocando un demone che rappresenta la maledizione nella famiglia di Alice. Per reagire, il gruppo riproduce la versione di Lorna della Ballata e Alice riesce a uccidere con successo il demone. Si scopre che il ragazzino è gravemente ferito e la congrega scappa dalla casa e si prende cura di lui, salvandogli la vita. Lilia, Alice e Jen legano tra loro mentre Rio implica la storia tra lei e Agatha. Agatha controlla il ragazzo che chiede cosa sia successo a suo figlio, ma lei ignora la domanda. Più tardi, Rio dice ad Agatha che il ragazzino non è suo figlio.

### Notti nere / Ma aumenta il mio potere
- Titolo originale: Darkest Hour / Wake Thy Power
- Diretta da: Rachel Goldberg
- Scritta da: Laura Monti

Trama
La congrega si ritrova presto inseguita dalle Sette di Salem e strappa alcuni rami di albero per farne delle scope al fine di fuggire. La Strada delle Streghe, però, li riporta a terra e sulla rotta per la prova successiva, che assume la forma di una capanna con un'estetica anni '80. Il gruppo deve interagire con una tavola Ouija e mettersi in contatto con uno spirito che afferma di essere la Morte stessa. Lo spirito dice quindi di voler punire Agatha, la quale viene presto posseduta dallo spirito e attacca il gruppo. Lo spirito si rivela essere la madre di Agatha, Evanora Harkness, che li mette in guardia sulla figlia, aggiungendo che è "nata malvagia". Quando Evanora possiede di nuovo Agatha, Alice usa i suoi poteri per espellerla, ma Agatha procede ad assorbire la sua magia. Il ragazzino la ferma urlando il nome di suo figlio, comparso sulla tavola Ouija: Nicholas Scratch. La Harkness si ferma, ma Alice trova comunque la morte. Agatha insiste che sia stato un incidente, ma il ragazzo ne ha avuto abbastanza e riafferma l'opinione del gruppo sul fatto che lei sia guidata esclusivamente dalla sua sete egoistica di potere. Il giovane lascia la congrega, sconcertato dalla frivolezza delle sorelle nei confronti della morte di Alice. Agatha lo schernisce, sottolineandone la somiglianza spiccata con la madre. In preda alla rabbia, esso sblocca i suoi poteri e, sotto l'influenza magica del ragazzo, Lilia e Jen gettano Agatha in una trappola di fango, prima di finirvi vittima, sempre per mano del ragazzo, mentre un copricapo magico si forma sulla sua testa.

### Sul famiglio puoi contare
- Titolo originale: Familiar by Thy Side
- Diretta da: Gandja Monteiro
- Scritta da: Jason Rostovsky

Trama
Nei flashback, William Kaplan, un adolescente di Eastview, sta celebrando il suo Bar Mitzvah quando incontra Lilia. Leggendo sul suo palmo qualcosa che non rivela, Lilia getta il sigillo su William per proteggerlo, dimenticando all'istante anche la sua identità. La festa finisce quando la maledizione creata da Wanda inizia a cadere. Mentre passano davanti a Westview, i genitori di William hanno un incidente d'auto e lui muore. Allo stesso tempo, l'anima di Billy Maximoff entra nel corpo di William, risvegliandolo. William ha difficoltà ad adattarsi dopo l'incidente a causa della sua ritrovata capacità di leggere nel pensiero e della mancanza di memoria della sua vita prima. Tre anni dopo, William e il suo ragazzo Eddie incontrano Ralph Bohner, che era controllato da Agatha all'interno dell'Hex di Wanda. Racconta loro cosa è successo lì e dei gemelli di Wanda, Billy e Tommy, facendo capire a Billy chi è. Determinato a utilizzare la Strada delle Streghe per trovare Tommy, Billy va da Agatha, che in quel momento è convinta di essere la detective Agnes e rompe l'incantesimo di Wanda. Nel presente, Agatha fugge dal fango e affronta Billy. Rendendosi conto che il sigillo è stato distrutto, deduce qual è il suo obiettivo e gli dice che devono continuare insieme, poiché Billy non può controllare il suo potere.

### Cammino con la morte
- Titolo originale: Death's Hand in Mine
- Diretta da: Jac Schaeffer
- Scritta da: Gia King e Cameron Squires

Trama
L’episodio si svolge dal punto di vista di Lilia, la cui mente non vive il tempo in modo lineare ed è capace di spostarsi in più momenti della vita della strega, senza però il suo controllo. Billy e Agatha iniziano insieme la quarta prova: nella stanza di un castello, nelle vesti di famose streghe del folklore occidentale, devono posizionare dei tarocchi su un tavolo in modo corretto prima di essere trafitti da un cerchio di spade incastonate al soffitto. Lilia e Jen, finite nelle profondità sotterranee della Strada, giungono in loro aiuto e Lilia prova a leggere i tarocchi del ragazzo. La donna sembra però fallire nella prova, e la sua coscienza viene sbalzata a pochi minuti prima, ritrovandosi di nuovo nei sotterranei con Jen, e poi indietro di interi secoli, facendola tornare a quando era ragazza e studiava divinazione in Sicilia con la sua Maestra, morta di febbre come il resto delle streghe della sua prima congrega, nonostante la giovane Lilia l’avesse previsto coi suoi poteri e avesse tentato, invano, di salvarle. Grazie alle parole della sua Maestra, Lilia capisce come sfruttare il suo potere e smette di cercare di controllarlo. Così, tornata alla prova, capisce di dover leggere i propri tarocchi, ognuno dei quali rispecchia un membro della sua nuova congrega (sé stessa, Agatha, Alice, Jen e Billy). Un’ultima visione rivela a Lilia la vera identità di Rio, scomparsa dopo la terza prova: è Morte, come conferma anche Agatha. La prova viene superata poco prima che le Sette di Salem arrivino e il gruppo lascia il castello, tranne Lilia, che decide di sacrificarsi rivoltando uno dei tarocchi, la Torre Rovesciata, che capovolge la stanza, trafiggendo Lilia e le Sette con le spade.

### Seguimi perché / La tua Gloria attende te
- Titolo originale: Follow Me My Friend / To Glory at the End
- Diretta da: Gandja Monteiro
- Scritta da: Peter Cameron

Trama
Alice si sveglia ed è raggiunta da Rio che le dice che la sua ora è arrivata, così le due si dirigono verso la luce. Dopodiché, Rio si confronta con Agatha la quale le promette Billy, definito un abominio dalla Morte perché riuscito a scapparle e vivere una seconda volta. Felice del patto, Rio se ne va e poco dopo giungono Billy e Jen, rimasti a piangere il sacrificio di Lilia. I tre capiscono di essere alla fine della Strada perché ritrovano le scarpe che si erano tolti. Una volta rimesse, vengono teletrasportati nel luogo dell'ultima prova: una specie di riproduzione asettica del seminterrato della casa di Agatha. Sul soffitto, delle luci che si spengono via via indicano il conto alla rovescia. La prova inizia e parlando Jen scopre che il vincolo che ha sui suoi poteri è stato lanciato un secolo prima proprio da Agatha che confessa che all'epoca non sapeva che Jen fosse la vittima di quello che era un lavoro fatto su commissione. Jen allora le lega le mani con una sua ciocca di capelli e spezza il vincolo, si riprende così i suoi poteri e, superata la prova, scompare. Agatha allora decide di aiutare Billy ad ottenere ciò che desidera dalla Strada: suo fratello Tommy. I due riescono a localizzare la sua anima che, come quella di Billy, sta cercando un corpo da abitare. Una volta trovata, anche Billy supera la prova e scompare. Agatha è sola, il tempo sta per finire, ma, scomparendo, Billy ha aperto una crepa nel suolo. Agatha allora estrae un pappo dal suo medaglione, lo pianta nel terreno e lo annaffia. Sullo scadere del tempo, un fiore di tarassaco sboccia. La strega esce dal suo seminterrato ed è di nuovo a Westview dove l'attende Rio per il loro scontro finale, eppure la strega non ha riavuto i suoi poteri. In suo aiuto giunge Billy, trasformato completamente in Wiccan che le permette di assorbire parte dei suoi poteri. Le due combattono, però alla fine Agatha decide di arrendersi e risparmiare Billy, bacia Rio e muore. Il ragazzo torna a casa dai suoi genitori preoccupati (rivelando che è sparito da 24 ore) e una volta entrato in camera sua si accorge che molti degli oggetti al suo interno rievocano paesaggi e prove della Strada, come un quadro sulla spiaggia dove hanno trovato la casa della prima prova, una tavola Ouija e un disco di Lorna Wu. Infine, il ragazzo sente una risata, si volta e urla.

### La Madre è in mezzo a noi
- Titolo originale: Maiden Mother Crone
- Diretta da: Gandja Monteiro
- Scritta da: Jac Schaeffer e Laura Donney

Trama
Nel 1750 Agatha dà alla luce Nicholas, ma allo stesso tempo compare Rio. Disperata, la strega le chiede più tempo; la Morte acconsente, ma la avvisa che prima o poi ritornerà. Agatha passa i successivi sei anni a crescere suo figlio che ama cantare e che inventa una ballata. I due sopravvivono uccidendo altre streghe per rubare loro il potere magico, però il piccolo Nicholas capisce che è sbagliato e chiede a sua madre di smettere. Agatha acconsente, ma suo figlio inizia a stare sempre peggio, la sua salute peggiora finché, una notte, Rio non compare, sveglia il piccolo Nicholas e lo porta con sé. Agatha è distrutta, ma viene avvicinata da una giovane strega che le chiede se conosce come arrivare alla Strada delle streghe, allora la donna decide di sfruttare la ballata creata dal figlio: riunisce di volta in volta delle piccole congreghe, le streghe iniziano a cantare la ballata, ma quando l'entrata per la Strada non compare, Agatha inizia ad incolpare le altre streghe cosicché queste la attacchino con i loro poteri per poterglieli rubare. La strega sfrutta questo piano per diversi secoli infatti resta scioccata quando, dopo aver cantato la ballata con Jen, Lilia, Alice e Sharon, la Strada compare.
Nel presente, Billy riceve la visita del fantasma di Agatha che gli rivela che è stato proprio lui a creare la Strada e le sue prove con i propri poteri (vero motivo per cui la strega era scettica al loro primo incontro e lo lodava il più delle volte). Il ragazzo allora si incolpa per la morte di Sharon, Alice e Lilia, ma Agatha lo conforta confessando che le avrebbe uccise tutte per rubare loro i poteri e che, anzi, lui è riuscito a salvare Jen, la quale nel frattempo sbuca da sotto terra poco fuori da Westview e vola via. Dopodiché, Billy decide di tornare nel seminterrato di Agatha per bandirla, ma la donna si oppone e confessa infine che è tornata sotto forma di fantasma per non dover affrontare suo figlio. Al posto di bandire Agatha, allora, Billy chiude l'entrata della Strada, incide i nomi delle streghe defunte sul suolo e parte alla ricerca di Tommy insieme a lei.

## Personaggi e interpreti

### Principali
- Agatha Harkness, interpretata da Kathryn Hahn, doppiata da Emanuela Damasio.
Una potente strega e principale antagonista della serie WandaVision. Agatha celò la sua identità a Wanda e Visione, fingendosi la loro vicina pettegola Agnes. Nel finale di WandaVision, ella venne sconfitta dalla profetizzata Scarlet Witch e costretta a ricoprire il ruolo di Agnes da quel momento in avanti come punizione per le sue azioni.
- William Kaplan / Billy Maximoff / Wiccan, interpretato da Joe Locke, doppiato da Riccardo Puertas Suarez.
Famiglio gay con un oscuro senso dell'umorismo e assistente della congrega di Agatha.[7][8] All'interno della sceneggiatura, il personaggio di Locke è stato indicato solo come "Ragazzino",[8] che diventa uno scherzo all'interno della serie, perché è così che gli altri personaggi lo chiamano.[9][10] Gli altri personaggi non sono in grado di percepire il suo nome o qualsiasi informazione identificativa su di lui a causa di un sigillo maledetto. Il personaggio si rivela in seguito essere William Kaplan, un giovane ragazzo morto durante un incidente stradale e il cui corpo viene trovato dall’anima del figlio di Wanda, Billy Maximoff, poco dopo la sua "morte" nel finale di WandaVision; Billy è stato precedentemente interpretato da bambino da Julian Hilliard in WandaVision e nel film Doctor Strange nel Multiverso della Follia (2022).[10]
- Sharon Davis, interpretata da Debra Jo Rupp, doppiata da Melina Martello.
Residente di Westview, New Jersey, che diventa un membro della congrega di Agatha. Ha interpretato la "signora Hart" in WandaVision.[11][12]
- Rio Vidal / Morte, interpretata da Aubrey Plaza, doppiata da Sara Ferranti.
Strega verde originale ed ex amante di Agatha, in seguito rivelandosi come l'incarnazione della morte.[13]
- Jennifer Kale, interpretata da Sasheer Zamata, doppiata da Angela Brusa.
Maga, membro della congrega di Agatha ed esperta di pozioni.[14]
- Alice Wu-Gulliver, interpretata da Ali Ahn, doppiata da Gea Riva.
Ex agente di polizia, membro della congrega di Agatha e strega protettrice.
- Vertigo, interpretata da Okwui Okpokwasili[15]
Membro dei Sette di Salem.
- Lilia Calderu, interpretata da Patti LuPone, doppiata da Giovanna Rapattoni.
Strega siciliana di 450 anni, membro della congrega di Agatha, la cui abilità è la divinazione.[16]
- Ralph Bohner, interpretato da Evan Peters, doppiato da Alessandro Campaiola.
Ex residente di Westview che in precedenza era stato scelto come il marito di "Agnes", ma in seguito usato da Agatha per impersonare il fratello gemello di Wanda, Pietro Maximoff, nella sitcom fittizia WandaVision.
- Rebecca Kaplan, interpretata da Maria Dizzia, doppiata da Jolanda Granato.
Madre di William.[15]
- Jeff Kaplan, interpretato da Paul Adelstein, doppiato da Giorgio Borghetti.
Padre di William.[15]
- Eddie, interpretato da Miles Gutierrez-Riley, doppiato da Lorenzo D'Agata.
Fidanzato di William.[2][14][15]

### Guest star
- Sarah Proctor, interpretata da Emma Caulfield, doppiata da Stella Musy.
Cittadina di Westview che ha interpretato la parte dell'irritante socialite Dottie Jones nell'ESA di Wanda.
- Harold Proctor, interpretato da David Lengel, doppiato da Francesco Sechi.
Cittadino di Westview che ha interpretato la parte di Phil Jones, marito di Dottie, nell'ESA di Wanda.
- John Collins, interpretato da David Payton, doppiato da Francesco Cavuoto.
Cittadino di Westview, che interpretò la parte del vicino Herb Feltman nell'ESA di Wanda.
- Abilash Tandon, interpretato da Asif Ali, doppiato da Davide Albano.
Cittadino di Westview che ha interpretato la parte di Norm Gentilucci, collega di Visione, nell'ESA di Wanda.
- Evanora Harkness, interpretata da Kate Forbes, doppiata da Claudia Carlone.
Madre di Agatha e importante strega del XVII secolo a capo della congrega delle streghe di Salem.
- Lorna Wu, interpretata da Elizabeth Anweis, doppiata da Valentina De Marchi.
Defunta madre di Alice.

## Produzione

### Sviluppo
Alla convention biennale D23 Expo di Disney nell'agosto 2019, è stato annunciato che Kathryn Hahn era stata scelta per il ruolo di Agnes, vicina di casa di Wanda Maximoff e Visione, nella serie WandaVision (2021). Il settimo episodio di quella serie rivela che "Agnes" è in realtà Agatha Harkness, una potente strega di Marvel Comics. Nel maggio 2021, il capo sceneggiatore di WandaVision Jac Schaeffer ha siglato un contratto triennale con i Marvel Studios e 20th Television per lo sviluppo di ulteriori progetti destinati a Disney+. Nei pitch per diversi progetti differenti, Schaeffer ha suggerito di includere Harkness. Ciò ha portato lei e il presidente dei Marvel Studios Kevin Feige a perseguire invece una serie incentrata su quel personaggio. All'ottobre dello stesso anno, una "dark comedy" spin-off di WandaVision incentrata su Hahn nel ruolo di Harkness era nelle prime fasi di sviluppo per Disney+ presso i Marvel Studios, con Schaeffer che tornava da WandaVIsion nel ruolo di capo sceneggiatore e produttore esecutivo. Il coinvolgimento di Kathryn Hahn nel progetto è parte di un contratto più ampio che l'attrice ha siglato con i Marvel Studios e che prevede il suo ritorno nel ruolo di Agatha in serie e film futuri.
Durante un evento del Disney+ Day nel novembre 2021, la serie è stata annunciata ufficialmente. È stato rivelato che Schaeffer avrebbe diretto gli episodi della serie un anno dopo, e Gandja Monteiro è stato rivelato come un altro regista nel dicembre 2022.

### Sceneggiatura
La sceneggiatura è stata affidata a Peter Cameron, Cameron Squires, Laura Donney e Megan McDonnell, i quali hanno già collaborato alla sceneggiatura della serie madre WandaVision. A loro si aggiungono inoltre Laura Monti, Giovanna Sarquis e Jason Rostovsky.

### Cast
La partecipazione di Kathryn Hahn era già nota sin dalle prime notizie sullo sviluppo della serie, poi confermata un mese più tardi. Emma Caulfield Ford ha rivelato a ottobre 2022 che avrebbe ripreso il ruolo di Sarah Proctor da WandaVision. A novembre dello stesso anno, è stato annunciato che Joe Locke, Aubrey Plaza, Ali Ahn, Maria Dizzia e Sasheer Zamata avrebbero fatto parte del cast in ruoli non meglio specificati. Il ruolo di Locke è stato descritto come quello di un "ragazzo gay dall'umorismo nero" nonché protagonista maschile della serie, mentre Plaza interpreterà il ruolo di un'antagonista. Ahn e Dizzia interpreteranno delle streghe, mentre Zamata sarà un personaggio ricorrente. A dicembre è stata annunciata la presenza di Patti LuPone, anch'essa nel ruolo di una strega.
Nel gennaio del 2023, è stato annunciato che Debra Jo Rupp, David Payton, David Lengel, Asif Ali, Amos Glick, Brian Brightman e Kate Forbes avrebbero ripreso i propri ruoli da WandaVision. Inoltre, sono stati annunciati Miles Gutierrez-Riley e Okwui Okpokwasili come parte del cast.

### Riprese
Le riprese sono iniziate il 17 gennaio 2023 ai Trilith Studios di Atlanta, Georgia, con il titolo di lavorazione My Pretty e la regia di Schaeffer, Gandja Monteiro e Rachel Goldberg. La fotografia è stata affidata a Caleb Heymann. La riprese sono terminate il 28 aprile 2023.
Hahn ha affermato che le riprese hanno utilizzato quanti più elementi pratici possibili, inclusa la magia che sfrutta effetti pratici invece di essere realizzata tramite CGI.

## Colonna sonora
Nel gennaio del 2023, Kathryn Hahn ha lasciato intendere che la serie conterrà delle canzoni originali, sulla falsariga di ciò che è avvenuto con WandaVision e nello specifico con il brano dedicato al personaggio di Agatha Harkness nel settimo episodio, Agatha All Along.

## Distribuzione
Agatha All Along ha debuttato su Disney+ con le prime due puntate il 18 settembre 2024, con le restanti puntate distribuite settimanalmente fino al 30 ottobre seguente con le ultime due. La miniserie avrebbe dovuto essere resa disponibile già alla fine del 2023, ma nel febbraio 2023 non è stata inclusa nella lista "scommesse sicure" per essere distribuita quell'anno con Disney e Marvel Studios che hanno rivalutato la loro produzione di contenuti. La miniserie è parte della fase cinque dell'MCU.

### Edizione italiana
La direzione del doppiaggio è a cura di Daniele Giuliani, su dialoghi di Carlotta Cosolo, per conto di Iyuno Italy.

## Accoglienza

### Ascolti
La prima puntata di Agatha All Along ha raggiunto i 9,3 milioni di visualizzazioni globali nella prima settimana di disponibilità su Disney+.

### Critica
La miniserie ha ricevuto recensioni positive dalla critica. Rotten Tomatoes riporta il 83% delle recensioni professionali positive basato su 209 critiche. Il consenso critico del sito web indica: «La straordinaria Kathryn Hahn è sostenuta da una congrega di interpreti indimenticabili in questo spin-off dell'MCU che prepara in modo rivitalizzante il suo caratteristico intruglio.» Metacritic, invece, ha assegnato un punteggio di 66 su 100 basato su 32 recensioni, indicando "recensioni generalmente favorevoli".

## Riconoscimenti
- 2025 – Critics' Choice Awards[47]
  - Candidatura alla miglior attrice non protagonista in una serie commedia a Patti LuPone
- 2025 – Premio Emmy[48]
  - Candidatura ai migliori costumi per una serie fantasy / fantascienza per la puntata Seguimi perché / La tua Gloria attende te
  - Candidatura alla miglior montaggio sonoro per una serie commedia o drammatica  per la puntata Notti nere / Ma aumenta il mio potere
  - Candidatura al miglior brano originale musica e testo a The Ballad of the Witches’ Road per la puntata Il cerchio è unito al fato / Il passaggio è spalancato
- 2025 – Golden Globe[49]
  - Candidatura alla miglior attrice in una serie commedia o musicale a Kathryn Hahn
- 2025 – Independent Spirit Awards[50]
  - Candidatura alla miglior interpretazione da protagonista in una nuova serie con sceneggiatura a Kathryn Hahn
  - Candidatura alla miglior interpretazione non protagonista in una nuova serie con sceneggiatura a Patti LuPone
  - Candidatura alla miglior interpretazione rivelazione in una nuova serie con sceneggiatura a Joe Locke
- 2025 – Saturn Award[51][52]
  - Miglior serie televisiva di supereroi
  - Candidatura alla miglior attrice in una serie televisiva a Kathryn Hahn
  - Candidatura al miglior giovane attore in una serie televisiva a Joe Locke
  - Candidatura alla miglior guest star in una serie televisiva a Aubrey Plaza
- 2025 – Astra TV Awards[53]
  - Candidatura alla miglior attrice in una serie commedia a Kathryn Hahn